# Tropodiaptomus schubotzi
Tropodiaptomus schubotzi is een eenoogkreeftjessoort uit de familie van de Diaptomidae. De wetenschappelijke naam van de soort is voor het eerst geldig gepubliceerd in 1914 door Douwe.